# Iamuna Chaos
Iamuna Chaos és una estructura geològica del tipus chaos a la superfície de Mart, situada amb el sistema de coordenades planetocèntriques a -0.1 ° de latitud N i 319.56 ° de longitud E. Fa 21.72 km de diàmetre. El nom va ser fet oficial per la UAI l'any 2006 i el pren d'una característica d'albedo.